# 凯辛娜大道
凯辛娜大道（英語：Kissena Boulevard）是纽约市皇后区中心地带的大道，从法拉盛华埠延伸至Kew Gardens Hills帕森大道。十九世纪园艺师山姆·邦恩·帕森依照齐佩瓦语命名凯辛娜湖，即“好冷”，道路得名于此。该湖位于凯辛娜公园。
这条路段是皇后区最古老的街道之一，最初总长4英里，连接殖民时期的法拉盛和牙买加区，被称为“牙买加之路”，后为牙买加街。1898年皇后区并入纽约市后，开发中的社区进一步依照街区定格。75街以下的牙买加之路并入帕森大道，法拉盛和牙买加之间南北相向的路段被划为新的缅街。凯辛娜大道成为对角连接缅街和帕森大道的斜街。大部分路段为2车道宽，在长岛高速和71街之间变为4车道。此外，皇后大学在街的西侧，长岛高速以南。
街道上有凯辛娜公园、皇后大学、Pomonok Houses。皇后图书馆分馆也在凯辛娜大道上。

## 交通
MTA的Q25和Q34覆盖整条凯辛娜大道。Q17途径凯辛娜大道缅街至长岛高速路段。Q27在缅街和Holly Ave路段经过这里。长岛铁路法拉盛缅街站在凯辛娜大道最北端。